# بكتيريا مائية بحرية
بكتيريا مائية بحرية (الاسم العلمي: Aquimarina) هي جنس من البكتيريا، سلبية الغرام، تتبع فصيلة نظيرات الصيفرية.

## أصنوفات
الأصنوفات الأدنى لهذا الكائن:
- كود سباركل
- تحديث القائمة

نوع:بكتيريا مائية بحرية اسفنجية 
اسم علمي: Aquimarina spongiae

نوع:بكتيريا مائية بحرية قرميدية 
اسم علمي: Aquimarina latercula

نوع:بكتيريا مائية بحرية محللة للآغار 
اسم علمي: Aquimarina agarilytica

نوع:بكتيريا مائية بحرية مولرية 
اسم علمي: Aquimarina muelleri

نوع:بكتيريا مائية بحرية هادئية 
اسم علمي: Aquimarina pacifica

نوع:بكتيريا مائية بحرية وسيطة 
اسم علمي: Aquimarina intermedia

نوع:Aquimarina addita 
اسم علمي: Aquimarina addita

نوع:Aquimarina agarivorans 
اسم علمي: Aquimarina agarivorans

نوع:Aquimarina aggregata 
اسم علمي: Aquimarina aggregata

نوع:Aquimarina algiphila 
اسم علمي: Aquimarina algiphila

نوع:Aquimarina amphilecti 
اسم علمي: Aquimarina amphilecti

نوع:Aquimarina atlantica 
اسم علمي: Aquimarina atlantica

نوع:Aquimarina brevivitae 
اسم علمي: Aquimarina brevivitae

نوع:Aquimarina celericrescens 
اسم علمي: Aquimarina celericrescens

نوع:Aquimarina gracilis 
اسم علمي: Aquimarina gracilis

نوع:Aquimarina hainanensis 
اسم علمي: Aquimarina hainanensis

نوع:Aquimarina litoralis 
اسم علمي: Aquimarina litoralis

نوع:Aquimarina longa 
اسم علمي: Aquimarina longa

نوع:Aquimarina macrocephali 
اسم علمي: Aquimarina macrocephali

نوع:Aquimarina megaterium 
اسم علمي: Aquimarina megaterium

نوع:Aquimarina mytili 
اسم علمي: Aquimarina mytili

نوع:Aquimarina rubra 
اسم علمي: Aquimarina rubra

نوع:Aquimarina salinaria 
اسم علمي: Aquimarina salinaria

نوع:Aquimarina seongsanensis 
اسم علمي: Aquimarina seongsanensis

نوع:Aquimarina spongiicola 
اسم علمي: Aquimarina spongiicola

نوع:Aquimarina versatilis 
اسم علمي: Aquimarina versatilis